# 埼玉県庁舎

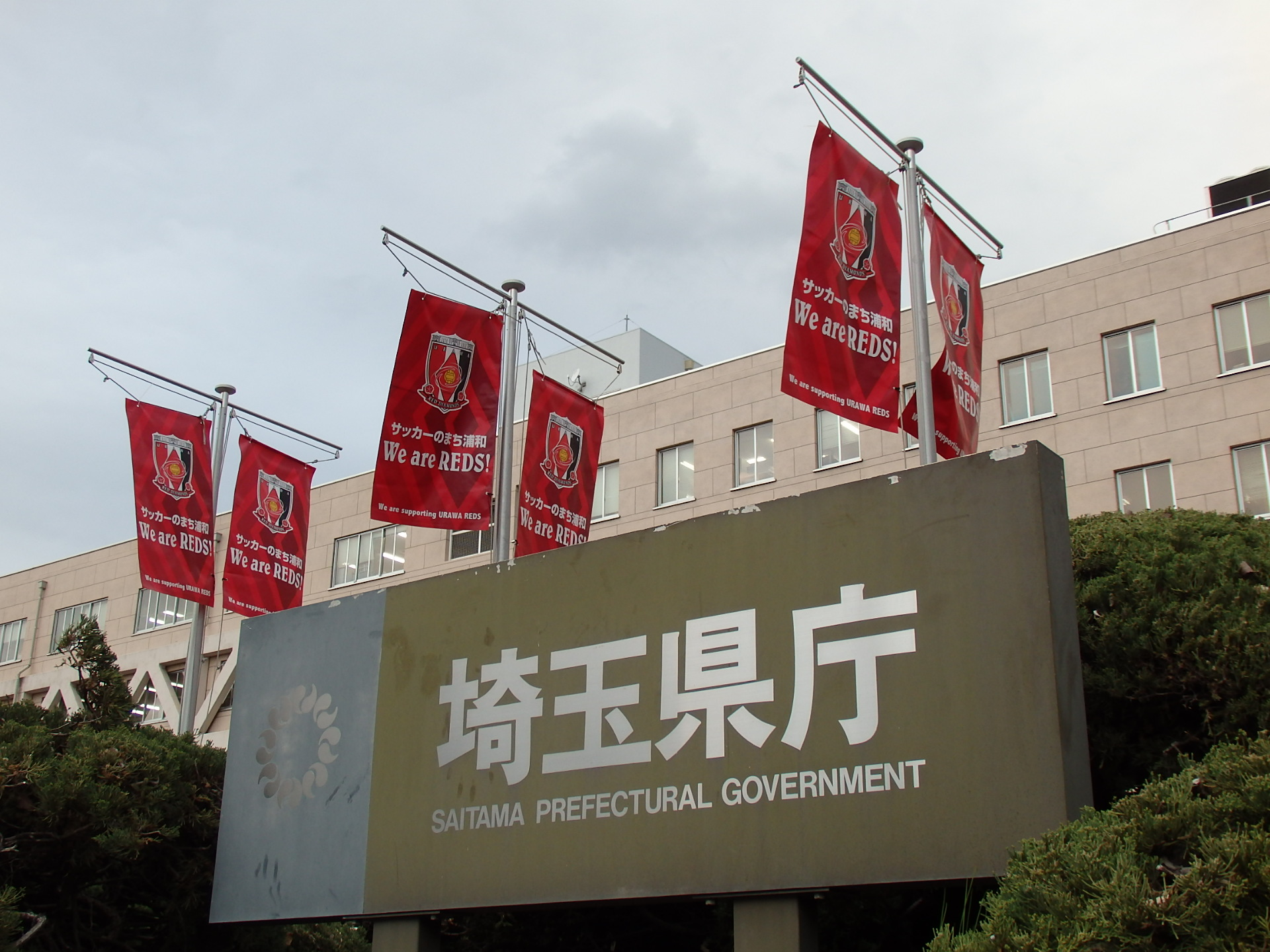
埼玉県庁標識

埼玉県庁舎（さいたまけんちょうしゃ）は、埼玉県さいたま市浦和区に所在する広域自治体である埼玉県の庁舎の総称。埼玉県庁。
第一庁舎（県庁）、第二庁舎（埼玉県警本部）、第三庁舎、議会議事堂（埼玉県議会）、職員会館、衛生会館、別館、危機管理防災センターから構成される。

## 概要
1869年（明治2年）9月29日に浦和県が置かれ、浦和県庁舎は現在地に置かれた。その後岩槻県と忍県との合併により埼玉県が誕生し、埼玉県庁舎となった。
先代の県庁舎は現在の第一庁舎の場所にあったが、1948年（昭和23年）に放火で焼失した。10月25日午後11時50分ごろ、県庁舎の新館2階の消防課付近から出火し、本館に燃え広がったあと、別館など8棟を焼失させた。消失面積は約7000平方メートルに及び、重要書類がほぼ消失、県庁機能を失った。
その3日後、すぐに県庁の移転先として大宮市（現さいたま市）、熊谷市がそれぞれ提案し、浦和市の現地再建派と対立した。放火以前から、移転を主張する一部の強硬な団体などが存在しており、県庁移転目的の放火も疑われたが、11月12日に火元の消防課会計係員の24歳の男を逮捕した。当初は犯行を強く否認していたが、一転自供し、1951年1月に懲役12年の実刑を言い渡された。
ところが、仮釈放中の同年に法務大臣、浦和警察署、浦和地検検事正宛てに「私は無罪」という遺書を残し、水戸市内の山中で服毒自殺したため、真相は分かっていない。また、この件で当時の県知事である西村実造の責任問題へ発展し、辞表を提出する事態となったが、埼玉軍政部に忠告されて撤回した。
結局移転問題は、埼玉県議会に設置された県庁舎建設特別委員会まで持ち越され、1950年（昭和25年）3月23日、浦和に存続することが決まった。移転問題に決着がついたことで庁舎の再建が始まり、1955年10月に現在の第一庁舎が完成した。
その20年後には、庁舎が手狭になったことから第二庁舎が建設された。第二庁舎の場所は、以前は官舎が建ち並んでおり、北側に県庁の裏門があったことから、現在でもこの通りを「裏門通り」と呼んでいる。なお、第一庁舎と第二庁舎は距離があるため、双方の3階を繋ぐ長い連絡通路が設置されている。
県庁周辺には、埼玉県衛生会館、埼玉県自治会館（閉鎖し駐車場になった）、埼玉県農林会館、職員会館、埼玉県危機管理防災センター、埼玉県県民健康センターなどがある。

### 建て替え
県庁舎は耐震補強を行ったものの、2030年代には目標使用年数を超える。そのため、埼玉県議会は2019年6月27日、県庁舎建て替えへ向けて、賛成多数で特別委員会を設置した。
特別委員会では、現在県の他の部署との合同庁舎状態となっている埼玉県警察本部は独立庁舎が望ましいとの答弁があった。

## 沿革

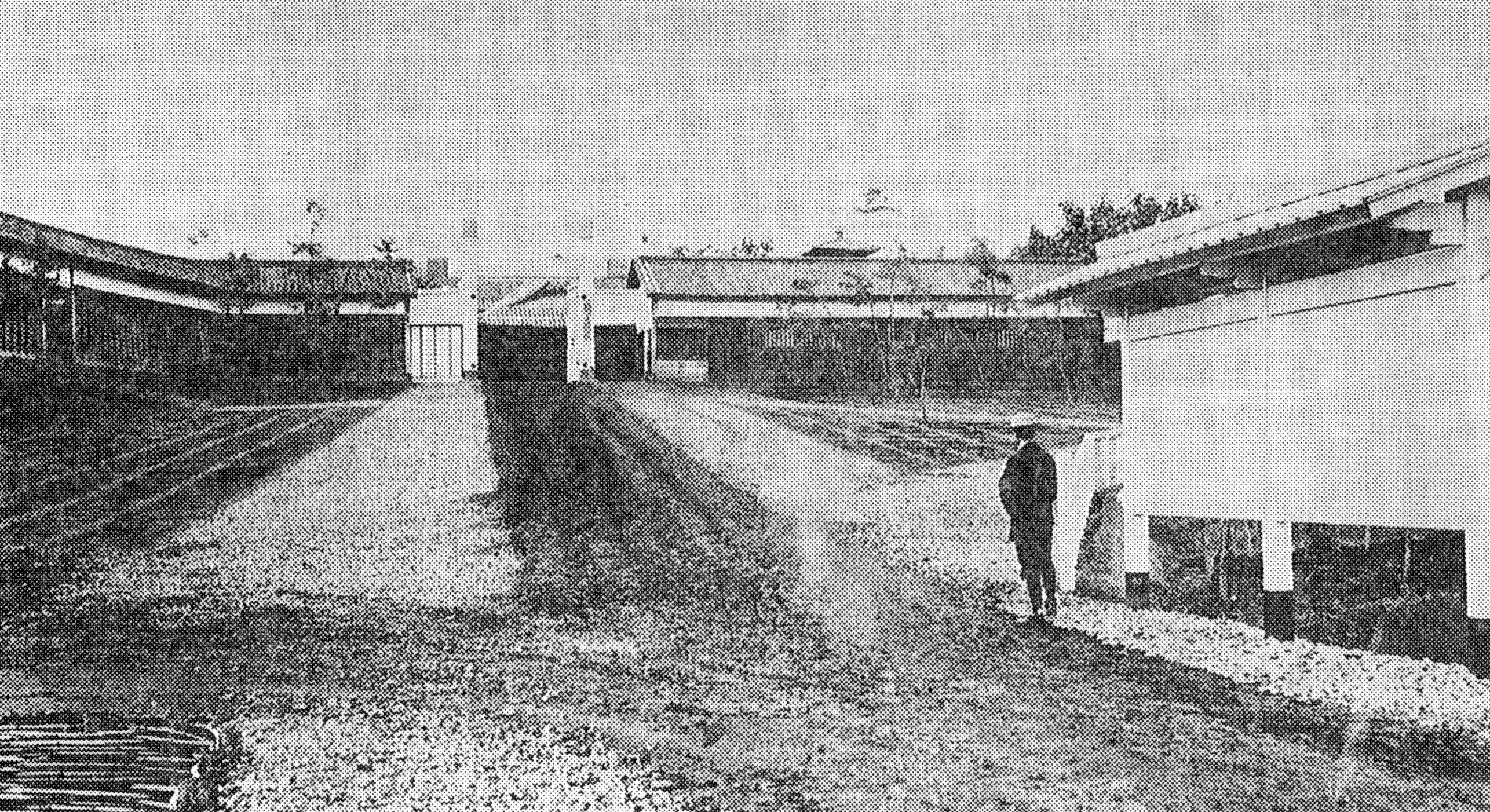
初代埼玉県庁舎（旧浦和県庁舎）

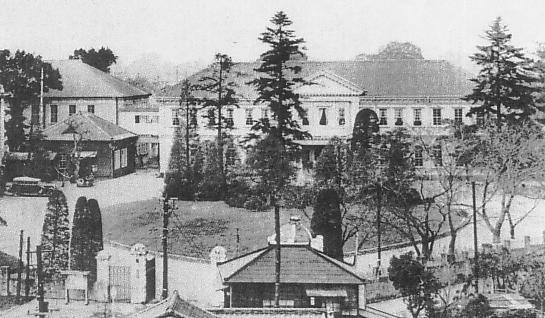
大正時代の県庁舎

- 1869年（明治2年）9月29日 - 浦和県の県庁が現在地に置かれる。
- 1870年（明治3年）1月 - 県庁舎が新築される。
- 1871年（明治4年）11月14日 - 浦和県が岩槻県、忍県と合併し、埼玉県となる。県庁舎は浦和県庁舎を使用。
- 1872年（明治5年）- 県庁内に埼玉裁判所（現 さいたま地方裁判所）が設置。
- 1876年（明治9年）- 熊谷県を合併。現在の埼玉県域が成立する。
- 1883年（明治16年）7月28日 - 県内最古の駅の一つである浦和駅（県庁 最寄り駅）が開業。
- 1885年（明治18年）- 初代の県会議事堂が完成。
- 1891年（明治24年）- 県庁新館（木造）が完成。
- 1893年（明治26年）- 現在の常盤公園の場所に裁判所が移転。
- 1913年（大正2年）- 二代目の県会議事堂が完成。
- 1948年（昭和23年）10月25日 - 先代の埼玉県庁舎が火災により焼失。
- 1955年（昭和30年）10月15日 - 4期に分けて建築された第一庁舎が全面再建し、落成祝賀式を開催。先代の県議会議事堂も竣工。
- 1963年（昭和38年）- 第三庁舎（一部）が竣工。
- 1974年（昭和49年）- 官舎跡地に第二庁舎が竣工。
- 1979年（昭和54年）- 先代の県議会議事堂を解体。新議事堂の建築中に対応するために第三庁舎を仮議事堂として増築される。
- 1983年（昭和58年）- 現在の県議会議事堂が竣工。仮議事堂は第三庁舎に戻る。
- 2010年（平成22年）- 県庁各庁舎の耐震改修工事が完了。
- 2019年（令和元年）- 埼玉県議会において県庁舎建替え等検討特別委員会を設置。

## 配置
| 本庁舎 第二庁舎 第三庁舎 - 環境部 - 環境政策課 - 温暖化対策課 - エコタウン課 - 大気環境課 - 水環境課 - 産業廃棄物指導課 - 資源循環推進課 - みどり自然課 - 県民生活部 - 共助社会づくり課 - 消費生活課 - 文化振興課 - 国際課 - 防犯・交通安全課 - 労働委員会事務局 - 監査事務局 | 衛生会館 - 病院局 - 経営管理課 - 小児医療センター建設課 - 下水道局 - 下水道管理課 - 県民生活部 - 県政情報センター - 県土整備部 - 用地課 - 都市計画図書閲覧室 - 埼玉県庁内郵便局 - コバトン＊カフェ 別館 - 総務部 - 総務事務センター - 会計管理者 - 出納総務課 - 会計管理課 | 職員会館 - 総務部 - 職員健康支援課 - 福祉部 - 福祉監査課 - 企業局 - 総務課 - 財務課 - 地域整備課 - 水道企画課 - 水道管理課 - 教育局 - 福利課 - 保健体育課 - 生涯学習文化財課 - 文化資源課 - 人権教育課 - 収用委員会事務局 |

## アクセス

### 鉄道
- 東日本旅客鉄道（JR東日本）各線「浦和駅」西口から県庁通り（県道34号さいたま草加線・国道463号[5]）を西に約800メートル歩いて約10分[6]。
- 東日本旅客鉄道（JR東日本）埼京線「中浦和駅」西口から県道40号（さいたま東村山線）を東に約1,100メートル歩き続けると庁舎が見える。所要時間は約13分。
- 東日本旅客鉄道（JR東日本）各線「武蔵浦和駅」東口から国道17号を北に約1,700メートル歩き続けると庁舎が見える。所要時間は約20分。

### バス
- 国際興業バス浦和駅西口〜田島団地線（浦10）、浦和駅西口〜志木駅東口線（志01）、浦和駅西口〜西浦和車庫線（浦11-2）、または浦和駅西口〜蕨駅西口線（浦19-2）に乗車し、県庁前下車[7][8]。

### 自家用車
平日はなるべく公共交通機関の利用を呼び掛けている。
- 首都高速埼玉大宮線浦和南出入口より約10分[9]。

## ロケ地
埼玉県庁舎は、正面玄関の重厚な造りが映画・ドラマ制作関係者の間で評判となっており、主に裁判所や省庁、警察署などの役所系の設定で登場することが多い。
登場作品と設定
- MR.BRAIN（産業開発省）
- ドクターX 3（国立高度医療センター）
- 7人の女弁護士（裁判所）
- 赤い運命（東京地方検察庁）
- 運命の人（東京高等裁判所）
- 人間の証明（警察署）
- 匿名探偵（裁判所）
- 死神くん（警察署）
- ゼロの真実〜監察医・松本真央〜（警察署）
- ぐるりのこと。
- シングルマザーズ（NHKドラマ）
- 君は空を見てるか
- 松本清張SP 聞かなかった場所
- それでも、生きてゆく
- トップセールス
- 約束 いつか、虹の向こうへ

## その他の庁舎
- 埼玉県浦和合同庁舎
- 埼玉県越谷合同庁舎
- 埼玉県飯能合同庁舎
- 川越地方庁舎（ウェスタ川越内）
- 川口地方庁舎
- 朝霞地方庁舎
- 春日部地方庁舎
- 上尾地方庁舎
- 所沢地方庁舎
- 東松山地方庁舎
- 行田地方庁舎
- 熊谷地方庁舎
- 本庄地方庁舎
- 秩父地方庁舎

- 埼玉県浦和大久保合同庁舎（2013年度末廃止）

## 周辺施設
- さいたま市役所
- さいたま地方裁判所
- さいたま地方検察庁
- 埼玉県立文書館
- さいたま商工会議所
- 浦和警察署
- 浦和消防署（さいたま市消防局）
- 埼玉会館
- 埼玉県知事公館
- 埼玉県県民健康センター
- 埼玉県農林会館・埼玉県信用農業協同組合連合会